# Municipio Agua Blanca
Agua Blanca es uno de los 14 municipios que forman parte del Estado Portuguesa, Venezuela. Tiene una superficie de 199 km² y una población de 21.506 habitantes. Su capital es Agua Blanca (Santa Bárbara de Agua Blanca). Sólo está conformado por la parroquia Agua Blanca.

## Historia
Santa Bárbara de Agua Blanca fue fundado al margen del río Sarare (hoy río Agua Blanca) por Fray Miguel de Olivares, el 29 de noviembre de 1725, junto con Indios Guamos y Atapaimas, reducidos por el capitán Ignacio Sánchez y por el Fraile Marcelino de San Vicente. Para 1758 contaba poblacionalmente con 328 habitantes y para 1778 tenía 527 habitantes en 52 casas familiares dentro y fuera de la aldea.

## Geografía
El municipio Agua Blanca se encuentra ubicado al noreste de Portuguesa, con suelos de edad cuaternario reciente y pendientes entre 16 y 35%.Al noroeste de la ciudad de Agua Blanca finaliza la cordillera de los Andes y en el propio municipio inicia la cordillera de la costa con montañas de poca elevación y suelos cálcicos de formación reciente; no existiendo el piedemonte que si es característico de la cordillera de los Andes especialmente en la zona norte de las ciudades de Ospino, Guanare,  entre otras. Presenta un clima de Bosque Seco Tropical con una temperatura promedio de 28 °C y una precipitación media anual de 1.461,20 mm con períodos de sequía entre diciembre y abril. El río Sarare es el principal curso de agua del municipio.
En este Municipio se desarrolló el sistema de riego Cojedes–Sarare, durante el año 1958; el cual tiene capacidad de riego para la zona este y sureste de su capital Agua Blanca ; así como los vecinos municipios de San Rafael de Onoto y Páez ( Acarigua). Allí en esta zona este y sureste de la ciudad de Agua Blanca es sembrado arroz de riego y caña de azúcar.En el Municipio se dispone de abundante agua en el subsuelo lo cual le da la característica de ser uno de los principales productores de arroz de riego en el estado Portuguesa, utilizando pozos profundos y alta tecnología de dicho cultivo con nivelaciones a sistema de láser y aplicaciones aéreas de agroquímicos.
Sin embargo se utiliza el batido como técnica de preparación de suelos que ha ocasionado deterioro en los mismos. Para la década del 2010 está predominando un auge agroindustrial en el eje Acarigua–Agua Blanca, mediante la instalación de industrias arroceras, de subproductos de la caña de azúcar y fomentándose el turismo debido a la presencia de innumerables sitios para visitar: incluyendo las fincas, los arroyos, los canales de riego, el esoterismo, las cuevas, los carnavales turísticos, las fiestas del cuatro de diciembre y otras actividades que lo hace muy visitado por turistas que se movilizan por la región.

## Economía
El municipio de Agua Blanca, junto a los municipios de Araure, Páez, Ospino, Esteller, Turén, Santa Rosalía y San Rafael de Onoto, conforma la Región Funcional Acarigua, la cual se destaca como la zona agrícola más importante del Estado. Las actividades agrícolas en esta región están bien consolidadas y presentan un alto grado de mecanización, generando un considerable volumen de producción, así como empleos directos e indirectos. Anteriormente, existían fincas pecuarias que han sido reemplazadas por agroindustrias y el cultivo de arroz. Se estima que hay aproximadamente 17,000 hectáreas de alta y muy alta prioridad para el uso agrícola.
En el municipio se encuentra una parte del Sistema de Riego Las Majaguas, que posee un potencial regable de 99,900 hectáreas. Gracias a su paisaje de llano alto y la disponibilidad de fuentes de agua para riego, presenta la capacidad para albergar agroindustrias, hoteles turísticos y zonas residenciales.
Se están llevando a cabo gestiones para fomentar el desarrollo de centrales papeloneras y agroindustrias que procesen subproductos de la caña de azúcar, lo que permitirá diversificar los derivados de este cultivo, orientándose hacia el consumo interno, la exportación y la generación de empleo.
Además, el municipio alberga uno de los yacimientos de calizas magnesianas más importantes de Centro Occidente, con reservas comprobadas de aproximadamente 7 millones de toneladas y reservas estimadas en 23,5 millones de toneladas. Estas calizas, de alta calidad, representan una materia prima esencial para las industrias química y alimentaria, así como para la agricultura y como balasto para vías férreas.
Asimismo, existe potencial para la cría de peces en cautiverio.
El municipio también se caracteriza por ser el punto de inicio de las primeras formaciones montañosas de la Cordillera de la Costa, lo que lo convierte en un atractivo turístico y una futura ruta de desarrollo. Desde estas estribaciones se puede observar todo el sistema de riego Cojedes-Sarare y el llano adentro, que podría transformarse en un activo turístico mediante el desarrollo integral del cerro El Loro y sus alrededores. En estas montañas, también hay potencial para el cultivo de frutales como guanábana, cítricos y piña, entre otros, así como cultivos que no son viables en la zona llana, contribuyendo así a la alimentación del municipio. Sin embargo, es necesaria la consolidación vial mediante el reacondicionamiento de la carretera Agua Blanca-Cerro El Loro.

## Servicios públicos
- Residencial: 122 hectáreas con viviendas unifamiliares aisladas.
- Comercial: 0,5 hectáreas (sic), con una mayor concentración en el casco de la población.
- Industrial: 0,98 hectáreas (sic) dedicadas fundamentalmente a la industrialización de productos agropecuarios y reparación de bienes de producción.
- Gubernamental: 0,18 hectáreas (sic).
- Educacional: Alrededor de 100 hectáreas que constituyen las edificaciones, campos de producción y áreas recreativas de los institutos educacionales que existen: 2 escuelas, liceo Oscar Picon Giacopini, ciclo diversificado agropecuario ETEA, centro de capacitación Inces.

## Símbolos

### Bandera
La bandera del municipio Agua Blanca está compuesta por tres franjas de distintos colores. La primera franja es de color azul, simbolizando un espacio infinito que abarca la tierra. En la parte superior izquierda, se destaca un rayo amarillo en posición inclinada, acompañado por una mano tenue, santa y femenina que representa la protección y defensa otorgadas por la Virgen y mártir Santa Bárbara.
La segunda franja es de color amarillo, que simboliza la luz que inspiró al libertador Simón Bolívar en la planificación de la batalla de Araure. En el centro de esta franja se encuentra un árbol frondoso, representando la vida y el crecimiento.
Finalmente, la tercera franja es de color verde, que refleja el desarrollo de la agricultura, resultado del esfuerzo y dedicación de los hombres y mujeres de nuestros campos.

## Política y gobierno

### Alcaldes
| Período                            | Alcalde                  | Partido político / Alianza | % de votos | Notas |
| ---------------------------------- | ------------------------ | -------------------------- | ---------- | --- |
| 1989 - 1992                        | Robert Timaure           | Copei                      | 50,92      | Primer alcalde bajo elecciones directas |
| 1992 - 1995                        | Robert Timaure           | Copei                      | 45,55      | Reelecto |
| 1995 - 2000                        | Rafael Biscardi          | AD                         | -          | Segundo alcalde bajo elecciones directas (se realizaron elecciones generales adelantadas en el 2000 debido a la aprobación de la Constitución de 1999) |
| 2000 - 2004                        | Rafael Biscardi          | AD                         | 49,80      | Reelecto |
| 2004 - 2008                        | Antonio Primitivo Cedeño | TIVEROS                    | 39,02      | Tercer alcalde bajo elecciones directas |
| 2008 - 2013                        | Antonio Primitivo Cedeño | PSUV                       | 78,49      | Reelecto (se postergan 1 año las elecciones municipales pautadas para finales del 2012)                                                                |
| 2013 - 2017                        | Antonio Primitivo Cedeño | PSUV                       | 83,54      | Reelecto |
| 2017 - 2021                        | Ezequiel Ortega          | PSUV                       | 57,82      | Cuarto alcalde bajo elecciones directas |
| 2021 - 2025                        | Heizel Ceballos          | PSUV                       | 50,09      | Quinto alcalde bajo elecciones directas |
| Fuente: Consejo Nacional Electoral |                          |                            |            | |

### Concejo municipal
Periodo 2021 - 2025
| Concejales           | Partido político / Alianza |
| -------------------- | -------------------------- |
| Diosa Acosea         | PSUV                       |
| Alexis Rivero        | PSUV                       |
| Yerson Urbano        | PSUV                       |
| José Medina          | PSUV                       |
| Jesus Crespo         | PSUV                       |
| Rosa Cazu            | PSUV                       |
| Nora García Graterol | UPP89                      |